# MoonShell
MoonShell ist ein Mediaplayer für den Nintendo DS. Es ist das vermutlich bekannteste DS-Homebrew-Projekt, und zudem auch noch eines der wenigen Programme, mit denen man Videos (DPG/DPG2) auf der Konsole abspielen kann.
MoonShell unterstützt bisher folgende Dateiformate: DPG-Videodateien, MP3 / OGG / MOD / SPC / MDX (kein PCM) / GBS / HES / NSF / XM / MIDI / WMA / low bit rate AAC audio / Free Lossless Audio Codec (flac) Dateien / JPEG / BMP / GIF / PNG-Bilder, und Textdateien.
MoonShell spielt 4:3-Videos mit 20 fps und Widescreen-Videos mit 24 fps ab. Beide Videoarten können über eine Stereo-Tonspur verfügen (32.768 kHz).
In MoonShell 1.71 und früheren Versionen ist ein Plugin-System integriert, das ein einfaches Erweitern um neue Dateiformate ermöglicht. Dieses Feature fehlt vorläufig in MoonShell 2.0. Dafür hat MoonShell 2.0 ein komplett überarbeitetes Interface mit neuer Steuerung (u. a. viel mehr Touchscreen-Support) und sogar Multitasking: Es ist möglich, Text während des Musikhörens zu lesen, außerdem kann man Bilder und Musik gleichzeitig abspielen.
Mittlerweile ist MoonShell bereits so bekannt, dass es sogar als Standard-Mediaplayer für diverse DS-Flashcards wie N-Card, R4 DS, EDGE, CycloDS, AceCard, M3 DS Simply, EZFlash V Flash Card, oder SuperCard (DS) mitgeliefert wird. Bei der Flashcard M3 Real wird das Programm in modifizierter Version unter dem Namen "DSM Player" mitgeliefert.

## Neuerungen in MoonShell 2.00

### Videos
Der Videoplayer wurde stark überarbeitet. Statt das Video direkt von der Datei zu streamen (wie noch in MoonShell 1.71), nutzt der Videoplayer jetzt einen Videobuffer. Dieser beschleunigt nicht nur das Springen durch die Videos wesentlich, er kann auch qualitativ bessere Videos (höhere Bitraten in Audio- und Videospur, dpg2) ruckelfrei abspielen.

### Audio
Seit MoonShell 2.0 werden nun auch MPEG-4-AAC-Audiodateien und WMA-Dateien vollständig unterstützt, seit Version 2.10 (der offiziellen Final-Version) auch das FLAC-Format.

### Benutzeroberfläche
MoonShell 2.0 hat eine neue, benutzerfreundlichere Oberfläche. Zu Dateien werden nun auch Spiellänge und Dateigröße (teilweise in Megabyte) angezeigt.